# 菲耶索莱祭坛画
菲耶索莱祭坛画（Fiesole Altarpiece）由意大利早期文艺复兴大师安杰利科修士绘制于大约1424–1425年。它收藏在意大利中部的菲耶索莱圣道明修道院（Convent of San Domenico, Fiesole）。其背景部分在1501年由洛伦佐·迪·克雷迪（Lorenzo di Credi）重新绘制。

## 历史
这幅祭坛画是安杰利科修士已知最早的作品之一。它最初安放在修道院教堂的正祭台，后来转移到一个侧祭台，目前可以看到。1501 年，洛伦佐·迪·克雷迪重画了背景，可能是镀金的，构图较新，包括带华盖的宝座、视觉陷阱的浮雕，以及柱子之间的两个景观。哥特式尖顶这时也被淘汰了。

## 描述
这幅作品“Maestà”，即加冕的圣母。这一主题的画在当时的佛罗伦萨特别流行。画的中心是圣母子，周围是八个天使在崇拜，尺度较小。两侧则是道明会的三位圣人：圣托马斯·阿奎那、圣巴拿巴、圣道明和维罗纳的圣伯铎，一个同名的佛罗伦萨人巴拿巴·德格利·阿格利（Barnaba degli Agli）捐赠了6000福林，用于修复并扩建修道院。
赤裸的圣婴手握两朵花：一朵白玫瑰，象征纯洁，另一朵是红玫瑰，预言将来的受难。这幅画原本是为正祭台而画，那里正是举行弥撒的地点。
该画还有一幅附饰画（predella），描绘“圣徒、先知和道明会会士的崇拜”，现在在伦敦国家美术馆。后者还拥有一个小圆画（tondo）“圣罗穆卢斯”（St. Romulus），可能位于大画的上方。侧柱上饰有十幅小画，画的是圣人和真福品。其中四幅在今天为人所知：两幅在法国尚蒂利的孔代博物馆（Musée Condé），两幅由私人收藏。